# Cavezzo (Einheit)
Der Cavezzo, auch Covezzo, war ein altes italienisches Längenmaß. Anwendung fand das Maß in den unter österreichischem Einfluss stehenden Regionen (Gumbernienen), wie Mailand und Venedig. Der Cavezzo entsprach dem Klafter, und er war 6 Piedi oder Fuß groß. Erst die unterschiedliche Fußgröße machte ihn regional verschieden. Später wurde er durch die Maße Metro und Venezianischen Fuß verdrängt.

## Bergamon
- Bergamon: 1 Covezzo = 6 Fuß/Piede (1 F. = 0,437 Meter) = 2,6266 Meter

Die Maßkette war:
- 1 Pertica = 24 Travole = 96 Cavezzi

## Florenz
- 1 Cavezzo = 2 Passi/Schritt = 3 Bracci/Ellen = 790 1/5 Pariser Linien = 1,783 Metre

## Mantua
- 1 Cavezzo = 6 Bracci/Ellen = 1712 2/5 Pariser Linien = 4,11 Metre
- 1 Cavezzo = 6 Piede = 6 mal 0,4669 Metre (2,8014 Metre[2])

## Modena
- 1 Cavezzo = 6 Fuß = 3,1383 Metre
- 1 Cavezzo = 6 Piede/Fuß = 6 mal 0,523 Metre (3,138 Metre[3])

## Padua
- 1 Cavezzo = 6 Fuß = 1139 2/5 Pariser Linien = 2,571 Metre
- 1 Cavezzo = 6 Piede/Fuß = 6 mal 0,3574 Metre (2,1444 Metre[4])

## Piazenca
- 1 Cavezzo = 6 Fuß = 1249 4/5 Pariser Linien = 2,82 Metre (2,8193[5])

## Venedig
- Venedig: 1 Covezzo = 6 Fuß/Piede (1 F. = 0,3477 Meter) = 2,08641 Meter[6]

## Verona
- 1 Cavezzo = 6 Fuß = 924 Pariser Linien = 2,085 Metre
- 1 Cavezzo = 6 Piede/Fuß = 6 mal 0,243 Metre (2,0574 Metre[7])
- 1 Cavezzo = 6 Fuß = 2,0645 Metre